# Anthony J. Celebrezze

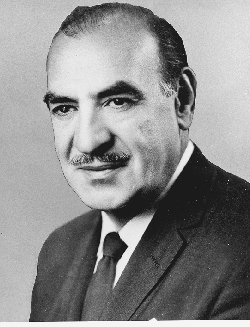
Anthony J. Celebrezze

Anthony Joseph Celebrezze Sr. (* 4. September 1910 in Anzi, Provinz Potenza, Italien; † 29. Oktober 1998 in Cleveland, Ohio) war ein US-amerikanischer Politiker. Celebrezze war Bürgermeister von Cleveland, Gesundheitsminister in den Regierungen Kennedy und Johnson, sowie Richter am US-Bundesberufungsgericht.

## Leben
Celebrezze wurde in Italien geboren, doch schon im Alter von zwei Jahren zog er mit seinen Eltern und elf Geschwistern in die Vereinigten Staaten. Er wuchs in Cleveland im Bundesstaat Ohio auf. Nach seinem Dienst bei der US-Marine während des Zweiten Weltkriegs studierte Celebrezze Jura an der Ohio Northern University in Ada, Ohio sowie der John Carroll University, in Cleveland und erreichte den Grad Juris Doctor. Die politische Bühne betrat Celebrezze im Jahre 1950 als demokratischer Kandidat für den Senat von Ohio. Nach seiner Wahl blieb er bis 1953 Mitglied dieses Gremiums. In dieser Zeit ging er oft auf Konfrontationskurs mit seinen Parteigenossen.
Im Jahre 1953 trat Celebrezze als Senator zurück, um sich als Nachfolger des Demokraten Thomas A. Burke für das Amt des Bürgermeisters von Cleveland zu bewerben. Obwohl ein anderer Kandidat von seiner Partei ins Rennen geschickt wurde, setzte sich Celebrezze mit Unterstützung des Gouverneurs Frank J. Lausche in den offenen Vorwahlen durch. Fünfmal wiedergewählt (1961 mit 73,8 % der Stimmen), blieb er bis 1962 Bürgermeister. Zuvor, im Jahre 1958, versuchte er, Gouverneur von Ohio zu werden; seine Partei nominierte jedoch Michael DiSalle. Im Jahr 1960 initiierte er die Stadterneuerung Erieview, die der Architekt Ieoh Ming Pei verantwortete.
Präsident Kennedy berief Celebrezze 1962 als Nachfolger von Abraham Ribicoff zum US-Gesundheitsminister. Dieses Amt bekleidete er auch unter Präsident Johnson, der ihn 1965 zum Richter am Bundesberufungsgericht ernannte. Hier war er zuständig für den 6. Gerichtskreis (circuit) und diente als Richter bis zu seinem Tode im Jahre 1998. Begraben wurde er in Brook Park, Ohio.

## Leistungen
Eine bedeutende Leistung Celebrezzes war die Reform der Wohlfahrt und der Sozialhilfe sowie des Krankenversicherungssystems Medicare.

## Ehrungen
- 1955: Ehrendoktor der Wilberforce University
- 1955: Verdienstorden der Italienischen Republik
- 1963: Peter-Canisius-Medaille
- 1963: Goldmedaille der Stadt Rom
- Nach Celebrezze benannt sind das Gebäude der US-Regierung in Cleveland und ein Archiv der Ohio Northern University.